# 信岡ひかる
信岡 ひかる（のぶおか ひかる、1998年5月6日 - ）は、日本のタレント。北海道出身。血液型はA型。愛称は「ひかるん」。趣味は、カラオケ、囲碁。好きなものはお笑い、ディズニー、猫。

## 略歴
3歳でキッズモデル、子役として芸能活動を開始する。2008年7月からソロ歌手として活動開始。
2010年2月にusa☆usa少女倶楽部に加入。
2011年11月にライムベリーに「DJ HIKARU」として参加。
2014年4月、usa☆usa少女倶楽部を卒業。
2015年2月26日、ライムベリーを卒業。
これ以前よりソロ活動は並行して行っており、ユニット脱退後もライブ活動を継続している。
- 2015年5月7日、四谷Live inn Magicにてバースデーイベント「今宵もみんなで お祭り騒ぎ 〜Story of the 17th〜 信岡ひかる生誕祭」を開催。
- 同日、ライムベリー時代のソロ曲「きみとぼく」（作詞・作曲・編曲：E TICKET PRODUCTION）をSoundCloudで公開[2]。
- 2015年7月20日、エレクトリックリボン主催イベント「松野フェスvol.0 〜うまく行ったら規模拡張します〜」にて同グループのリーダーasCaが信岡のプロデュースを行う事を発表。
- 2015年9月9日、初のリリースとなるエレクトリックリボンのカバー曲「ガーリーソング」（作詞・作曲：asCa、編曲：shuho）を配信開始[3]。
- 2015年9月13日、代官山LOOPにて「信岡ひかる リリース記念ライブ“ガーリーナイト”」を開催。
- 2016年7月31日、里本あすかプロデュースのアルバム「FRAGMENTS of LIGHT」をCD、配信でリリース。同日、リリースイベント「Brilliant connect」を原宿ストロボカフェで開催。
- 2016年9月以降、受験のため一時活動を休止していたが、2017年に日本大学芸術学部写真学科に合格。以後セルフプロデュースにより活動再開。
- 2017年7月29日、シングル「涙色の傘」（作詞・作曲：小林清美）をCD、配信でリリース。
- 2018年3月17日、K&Mミュージック新宿店でのライブ「山梨音人会 vol.2」で、新曲「Crazy amazing」（作詞・作曲・編曲：小林清美、演奏：小林清美(pf)・林久悦(dr)・林由恭(bs)・オバタコウジ(gt)）を発表。
- 2018年4月28日、同曲をCD、配信、サブスクリプションにてリリース。CDはタワーレコードで全国展開。
- 2018年6月13日、時計ブランド「4 Silent Birds」の「Summer Girl vol2 オーディション」にて「Sakiko Takizawa賞」を受賞。同ブランドの「Summer Visual 2018」にモデルとして掲載される。
- 2018年8月29日、関西コレクション 2018 A/W（京セラドーム大阪）にモデルとして出演。初めてランウェイを歩く。
- 2018年9月16日、Rakuten GirlsAward 2018 AUTUMN/WINTER（幕張メッセ）にモデルとして出演。

## 活動

### ディスコグラフィー

#### 配信
- 「ガーリーソング」（2015年9月9日）

iTunes、Appleミュージック、Amazonミュージック、music.jp、oricon、Spotify、mora、レコチョク、LINE MUSIC

#### シングル
- 「涙色の傘」（2017年7月29日）
- 「Crazy amazing」（2018年4月28日）

#### ミニアルバム
- 「FRAGMENTS of LIGHT」（2016年7月31日）

### 出演

#### イベント
- うたって・おどろんぱ (2004年5月、横浜赤レンガ）
- ロックトライブMCUステージ（2005年6月、渋谷公会堂）
- 青山クリスマスサーカス点灯式 MAY コーラス（2006年11月、エイベックス本社前）
- 青山クリスマスサーカス MAYライヴコーラス（2006年12月、エイベックス本社前）
- ナチュラリープラス オープニングダンサー（2008年11月、横浜アリーナ）

#### 舞台
- 「新宿駅〜恋のカーニバル〜」（2009年3月、全労済ホール スペース・ゼロ）
- アリスインプロジェクト「陰陽よろず屋 開業中![4]」（2016年2月24日 - 28日、築地・ブディストホール） - 安倍晴良 役

#### テレビ
- フジテレビ「森田一義アワー_笑っていいとも!」（2002年9月） - 「綺麗なママコレクション」出演
- 日本テレビ「うんちくクン、しりすぎ」

#### モデル
- 七五三チラシモデル／ホクソンベビー（2001年10月）
- メゾピアノイメージモデル／キッズデビュー（2002年）
- パンフレット表紙・ホームページ／幼児教室ミカーレ（2005年9月）
- トータルビューティーマガジン『Snip』07/3月号(2006年12月）
- パナソニック カーナビ ストラーダ PRPV(動画広告）WEB（2007年9月 - ） - 11月から年間契約
- 東京ディズニーリゾート 25周年（2008年5月） - 新聞折込＆媒体物
- 『Zipper』2016年春号（2016年3月）
- 4 Silent Birds Summer Visuals 2018（2018年8月）
- 関西コレクション 2018 A/W（2018年8月29日）
- Rakuten GirlsAward 2018 AUTUMN/WINTER（2018年9月16日）

#### CD
- SOFFet「everlasting one」コーラス（2006年6月）
- SEAMO「Cry Beby」コーラス（2007年1月）

#### PV
- sifow（2006年6月）
- the do-nuts（2007年2月） - ダンサー
- 石井ひろ之「絆」（2008年7月）

#### CF
- NHK-BS 夏のキャンペーンSPOT「夏は思い出」（2006年7月 - 9月）

#### その他
- 『avex group』（2006年6月） - 映像出演